# Phyllostachys edulis

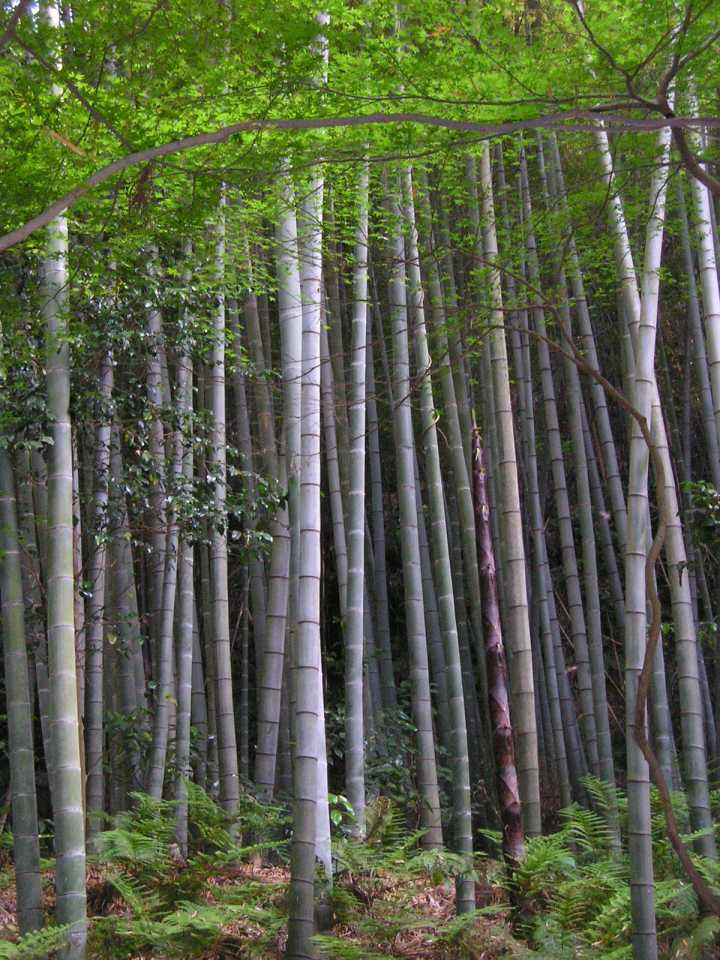
Formando un bosque

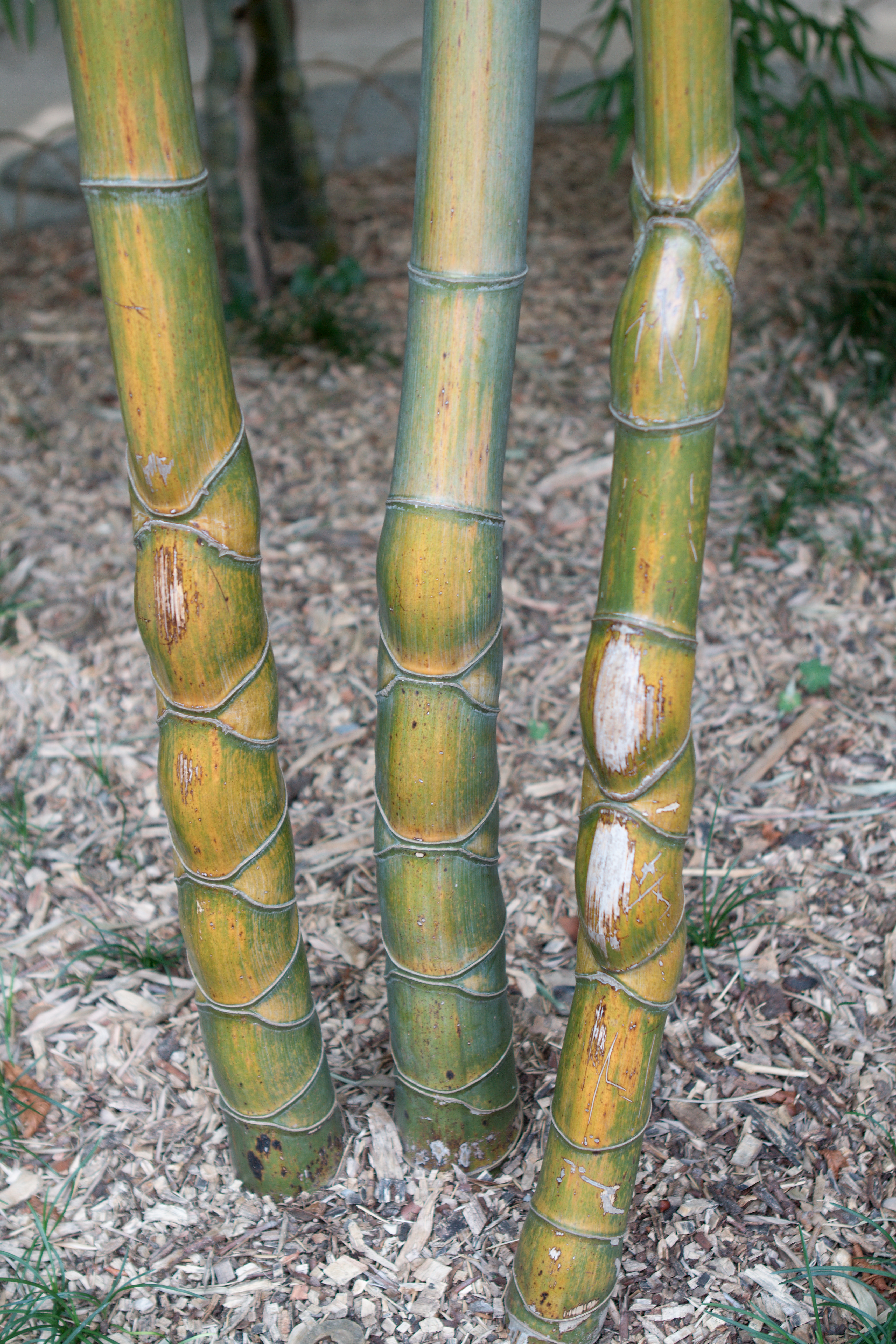
Detalle de los tallos

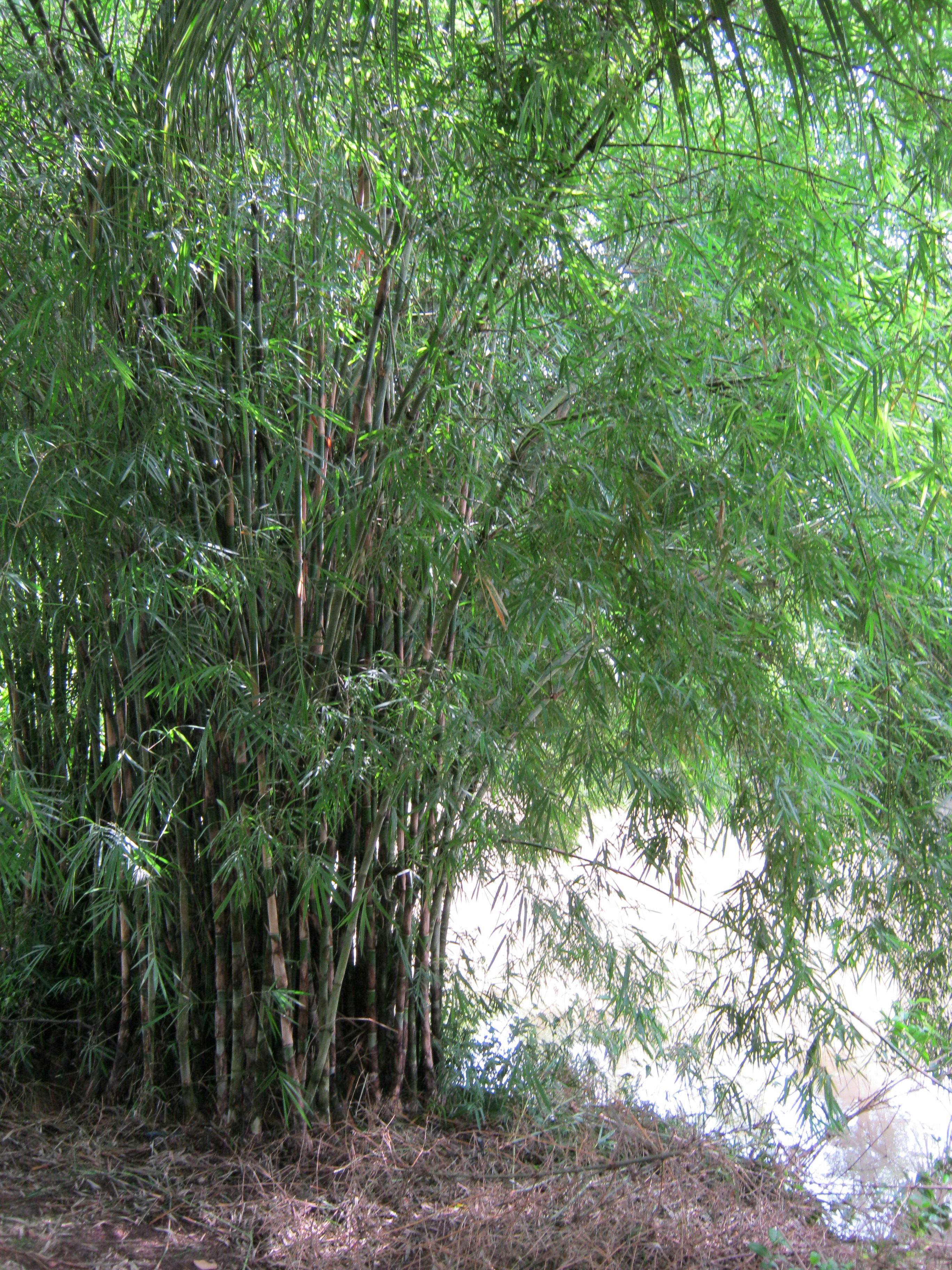
Vista de la planta

Phyllostachys edulis es una especie de planta  del género de bambús Phyllostachys conocida como bambú moso o bambú de invierno. Es una especie de bambú resistente a -20 °C. Es la especie más susceptible en alcanzar el mayor desarrollo en países europeos, en Francia, en particular al sur (Bambuseria de Prafrance). 

## Localización
Distribución en China: provincias del sur del río Han, llegando hasta la montaña Qin. Su área de distribución cubre 2/3 del total del área nacional de los bambús en China.
Este bambú aprecia el sol, un suelo fértil y no demasiado seco; estos parámetros así como la temperatura determinan sus dimensiones, resistirá en malas condiciones pero sin alcanzar las proporciones habituales en su país de origen. 

## Descripción
Su tamaño es alrededor de 15 a 28 m.
Los brotes son comestibles saliendo en abril, siendo las paredes de los brotes de las cañas jóvenes parecidas a los troncos de los ciruelos, y se desarrollan a una velocidad notable de 5 a 10 dm al día, durante el pico del período de crecimiento.
Internodos pequeños.  Caña gruesa y pubescente gruesa. La pieza clara anular de la caña indistinta. Bráctea de la caña levemente convexa con setae de hojas caducas. 
Envoltura de la caña cubierta con grueso pelo marrón y con manchas marrones oscuras. La envoltura de las aurículas se encuentran en los internodos cortos, con el pelo humeral desarrollado. La envoltura de los internodos cortos de la lígula es amplia, con forma arqueada, con ambos lados inclinados.
La envoltura verde de la lámina con forma triangular larga o lanceolada. Las cañas verde azuladas al principio, luego amarilleando con la edad y el sol, tienen un diámetro de entre 1 y 2 dm. 
Las hojas son estrechas y pequeñas de 4 a 11 cm de largo, y de 5 a 12 mm de ancho.

## Usos y aplicaciones

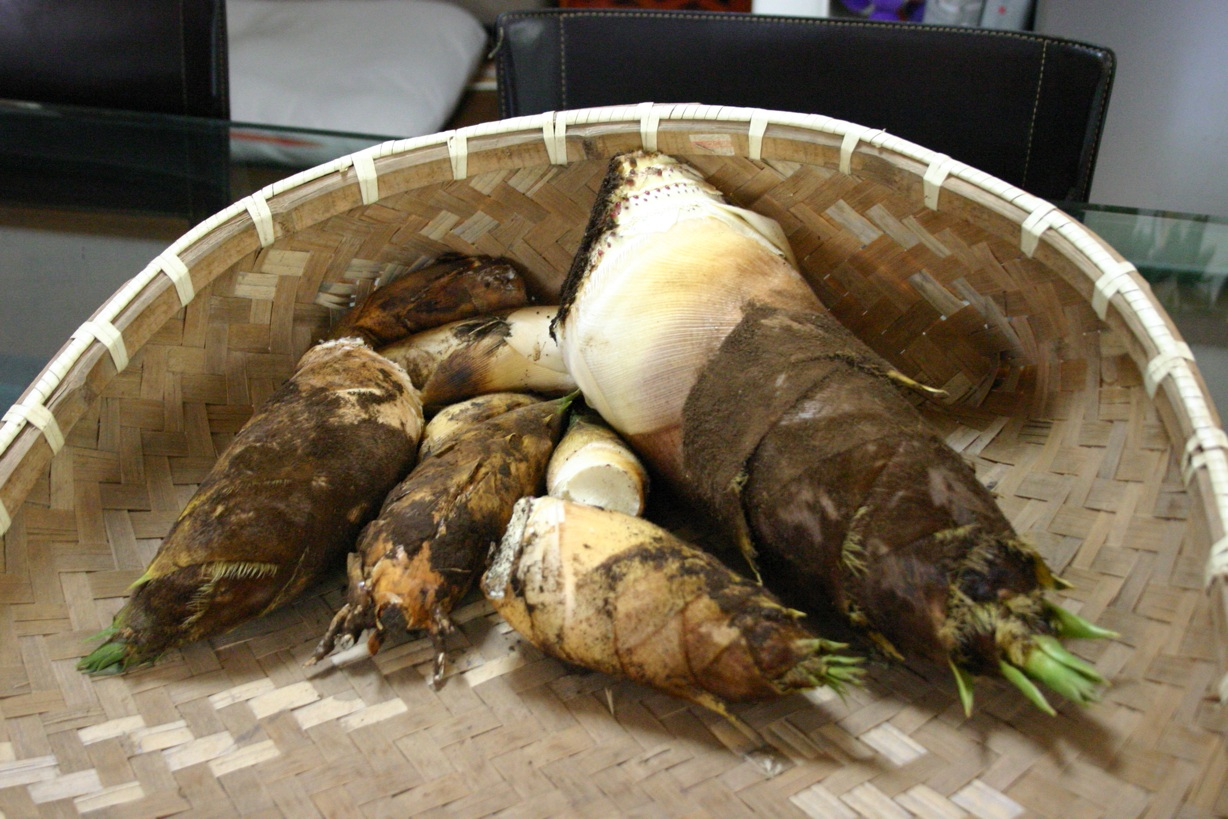
Brotes de bambú

Este bambú se cosecha en China a finales de marzo y principios de abril.
Esta especie de bambú es la más importante para la producción de comida tanto de la caña, como de sus brotes. 
Los brotes de la caña se pueden consumir enteros o procesados. En general todas las especies del género Phyllostachys son comestibles (Ref. Office of Agricultural Affairs, Royal Thai Embassy, Brussels. ISBN 978-974-9665-92-3. Mission of Thailand to the European Communities)
Preparada la caña en tiras frescas es una comida deliciosa, o también elaborada como comida enlatada o como comida seca.  
Igualmente es utilizada como especie ornamental, y es apreciado por su madera, la cual se utiliza para la confección de muebles y pequeñas artesanías.

## Taxonomía
Phyllostachys edulis fue descrita por (Carrière) J.Houz. y publicado en Le Bambou, son etude, sa culture, son emploi 1: 39. 1906.
Etimología
Phyllostachys: nombre genérico que deriva del griego antiguo y significa "en la punta de las hojas", refiriéndose a las inflorescencias.
edulis: epíteto latino que significa "comestible".
Sinonimia
- Bambos moosoo Siebold
- Bambusa heterocycla Carrière
- Bambusa mitis Carrière
- Bambusa pubescens Carrière
- Phyllostachys bicolor Crouzet
- Phyllostachys heterocycla (Carrière) Matsum.
- Phyllostachys heterocycla (Carrière) Mitford
- Phyllostachys mitis var. heterocycla (Carrière) Makino
- Phyllostachys tubaeformiis (S.Y. Wang) D. Ohrnberger[4][5]